# Via etrusca del ferro

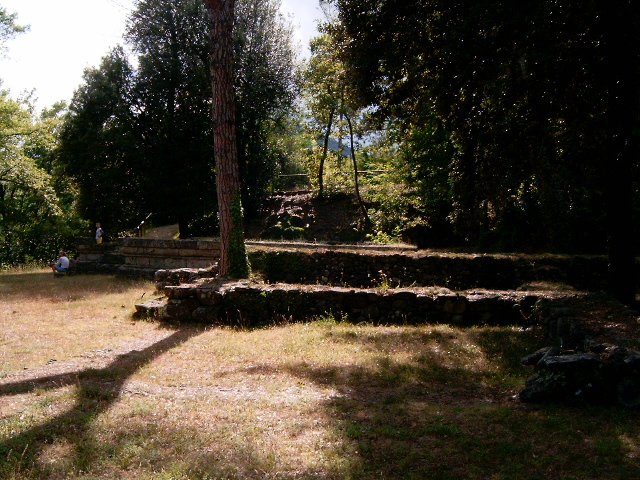
Rovine della città etrusca diKainua

Con la Via Etrusca del ferro ci si riferisce all’ipotetico tracciato di un'antica strada etrusca risalente al VI secolo a.C.. È stata ipotizzata dall'archeologo Michelangelo Zecchini, che nel 2004 rinvenne trecento metri selciati e glareati in località Frizzone a Capannori. Motivo per il quale è stata soprannominata come una “superstrada del lontano passato”.
L'associazione culturale omonima che ha sede a Prato, è nata per tentare di ritrovarne altri tratti, utili a certificarne l'esistenza reale. Narrano gli storici antichi, fra cui Plinio il Vecchio, che questa terra, era ricca di molte materie prime quali minerali di ferro, rame e argento, utili per estrarne i relativi metalli, allora molto importanti, in quanto, come egli asseriva: "erano alla base dei prezzi di ogni merce". 
La strada collegava i porti di Pisa, sul Tirreno e di Spina (Comacchio), sull'Adriatico ed aveva nelle città pedemontane di Gonfienti (Prato) e Kainua (Marzabotto vicino a Bologna), i due grandi empori commerciali situati nei contrapposti versanti appenninici.
A detta dello storico greco Scilàce di Cariànda (V sec. a.C.) che ne parla nel suo Periplo di Scilace, pare che la si potesse percorrere in soli tre giorni: "Dopo gli Umbri, i Tirreni. Anch'essi vanno dal Mar Tirreno all'Adriatico; e qui si trova una città greca (Spina) e un fiume: la navigazione verso la città tramite il fiume è di venti stadi: questa città si raggiunge da Pisa in tre giorni di cammino".
È utile ricordare che la ricostruzione di percorsi di viabilità afferenti al periodo pre-protostorico richiede, come sempre, un’analisi critica delle fonti. Allo stesso tempo, l’interpretazione dei vari “selciati” rinvenibili nelle aree appenniniche complica non poco la loro attribuzione cronologica. Spesso, infatti, tratti di “mulattiere” tardo medievali vengono interpretati, erroneamente, come ricollegabili a fasi più antiche. Date queste premesse, e tenute in considerazione recenti ricerche archeologiche anche per altri periodi cronologici, rimane del tutto speculativo il tracciato di tale via. Sono infatti vari i passi appenninici che avrebbero consentito l’attraversamento della catena montuosa (e.g. Passo della Futa, Passo della Collina, Passo della Raticosa, Passo dell’Abetone ecc.). Inoltre, recenti indagini archeologiche nell’Alta Valle del fiume Reno inducono ad un’ulteriore cautela nell’identificazione di eventuali tracce di aree di viabilità, data la difficoltà nell’esplorazione archeologica delle aree montane. Solamente rinnovate campagne di ricerca sistematica, condotte scientificamente, e con metodologie all’avanguardia come il telerilevamento LiDAR permetteranno, in futuro, di gettare nuova luce su questa “strada” dell’Età del Ferro.